# Agrahara, Kadur
Agrahara là một làng thuộc tehsil Kadur, huyện Chikmagalur, bang Karnataka, Ấn Độ.